# Richard Dybeck
Richard Dybeck, född 1 september 1811 i Odensvi i Västmanland, död 28 juli 1877 i Södertälje, var en svensk jurist som mest är känd som fornforskare, folkminnesforskare och diktaren som skrev texten till den svenska nationalsången, "Du gamla, du fria".

## Släkt

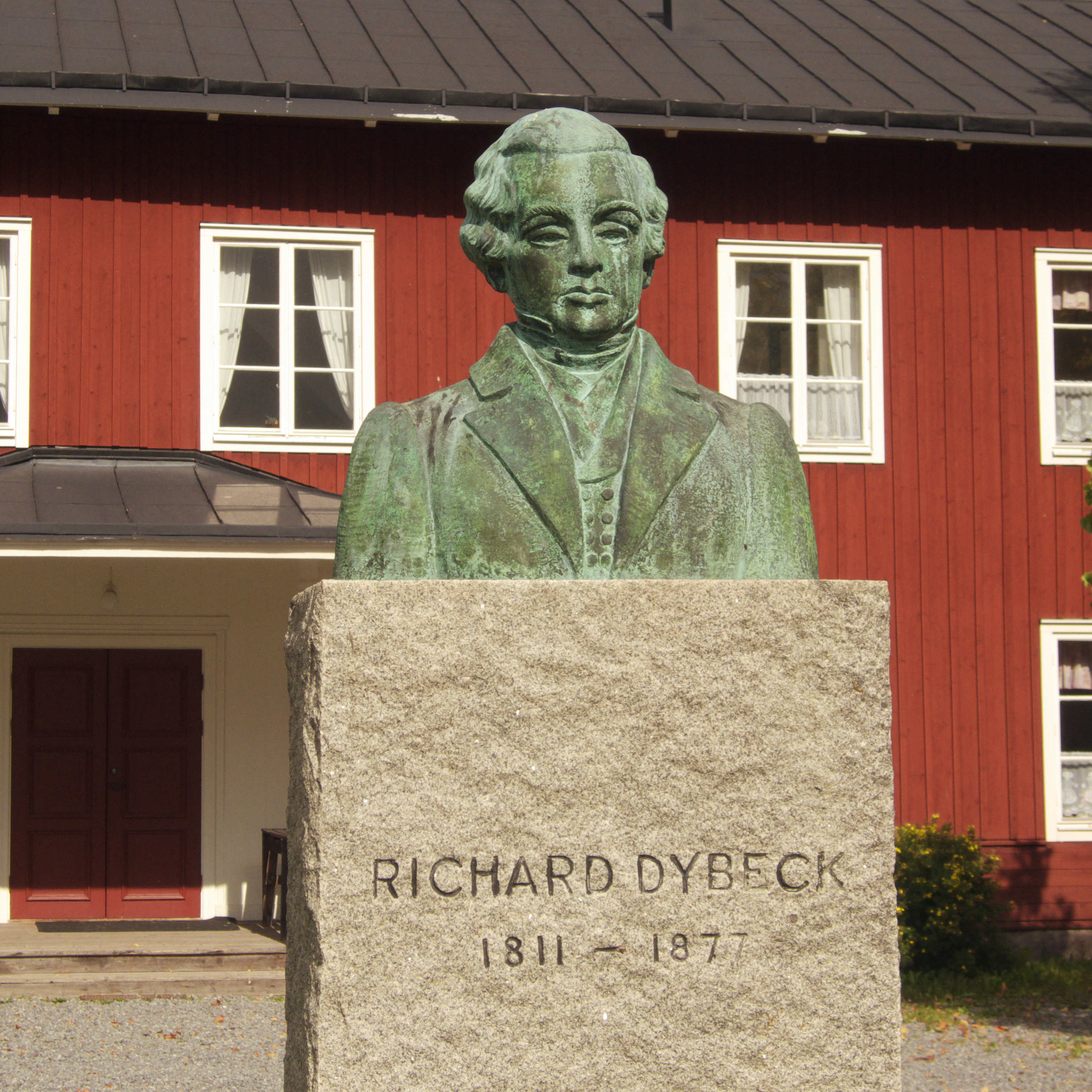
Byst över Richard Dybeck av Signe Ehrenborg-Lorichs, utanför Dybecks föräldrahem, avtäckt av Prins Wilhelm 1937.

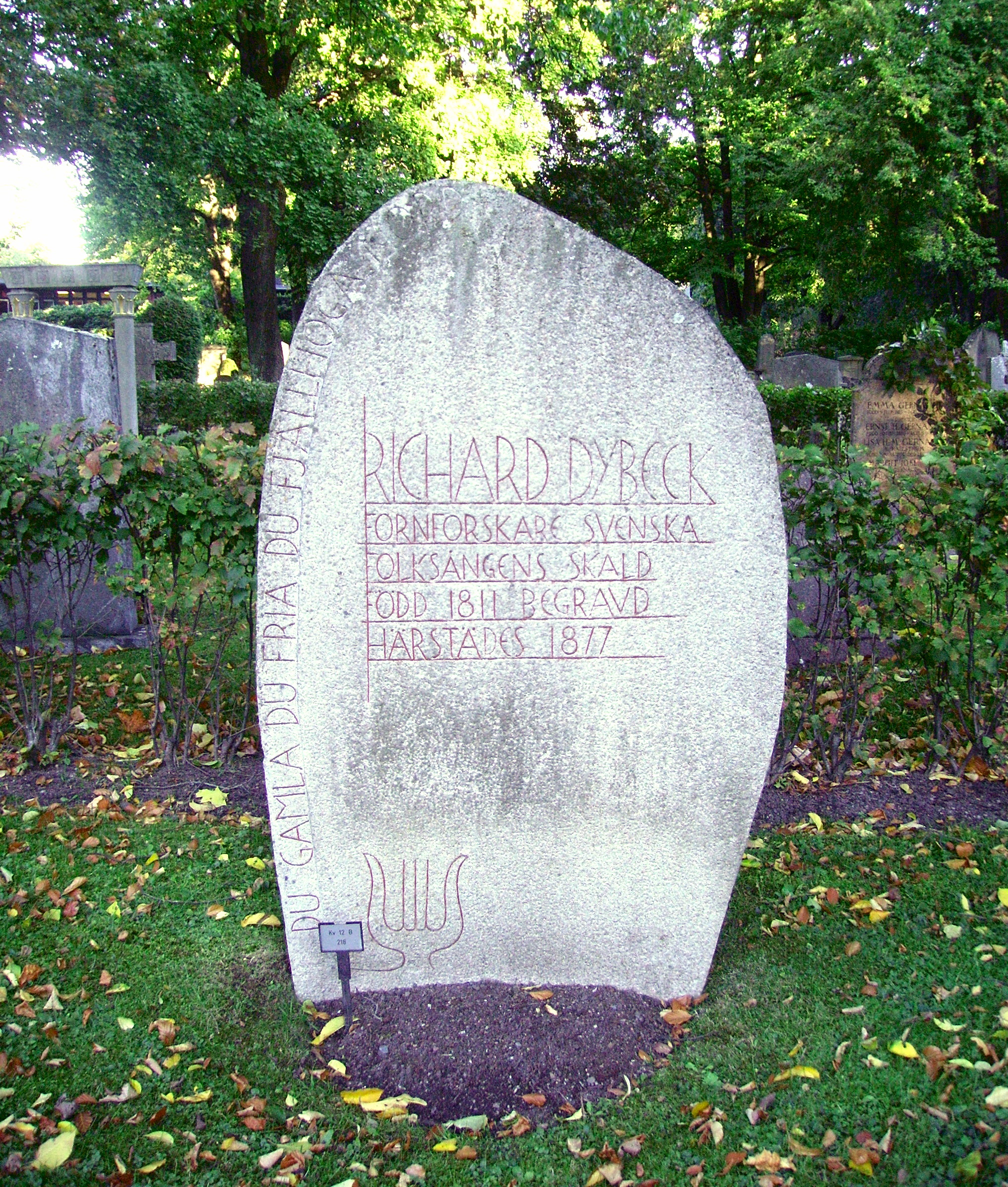
Richard Dybecks gravvård på Norra begravningsplatsen i Solna kommun.

Richard Dybecks släkt kommer enligt traditionen från Tyskland eller är av vallonsk härkomst, och har påståtts härstamma från 1597 då en Simon Dybecken omtalas i Arboga. Denne Simon är dock med största sannolikhet identisk med handelsmannen Simon Döpken i Västerås som i andra sammanhang också kallas Dybecken. Släkten är sannolikt tysk då den fanns representerad i Sverige långt innan valloninvandringen skedde under första halvan av 1600-talet. Även två bröder till Simon Dybeck levde i Sverige, nämligen Göran, född ca 1600 och Hans, född ca 1590. En ättling till Simon Dybeck var kyrkoherden Gustaf Dybeck i Orsa som med hustrun Maria Netzer fick sonen kontraktsprosten och kyrkoherden i Odensvi församling Carl Dybeck, som också var riksdagsman för prästeståndet. 
Med sin hustru Marie Ulrica Remmer blev han far till Richard Dybeck som föddes på prästgården i Odensvi 1811 som föräldrarnas fjärde barn av sex, i familjen fanns även fostersonen Karl Vilhelm Edvard Dybeck.
Dybeck var morbror till författaren Amanda Kerfstedt.

## Biografi
Richard Dybeck fick en gedigen utbildning. Han gick först trivialskolan i Västerås, därefter Västerås gymnasium, och inskrevs 1831 vid Uppsala universitet där han tre år senare tog hovrättsexamen. Sedan han varit auskultant vid Svea hovrätt var han en tid verksam som jurist i Stockholm och Eskilstuna, samt var borgmästare i Eskilstuna stad och Torshälla stad, tills han 1842 lämnade juristbanan bakom sig och ägnade sig på heltid åt sitt stora intresse, fornforskning och folklivsforskning.
För sina studier om fornsaker i Sverige företog Dybeck flera resor i landet vilket betalades av allmänna medel. Han publicerade sina fynd i Antikvarisk tidskrift och utgav en egen tidskrift, Runa åren 1842–1876. Han var tydligt påverkad av idéerna från Götiska förbundet som han torde ha kommit i kontakt med under Uppsalaåren och andra tankar från Uppsalaromantikerna. Han var följaktligen mera upptagen av naturbilden och stämningen runt fornsakerna, än fornsakernas historiska implikationer ur ett vetenskapligt perspektiv. I synnerhet tecknade han ner runstenar. Han drabbades av ett slaganfall 1845 varefter han var fysiskt svag. Från 1858 fick han en årlig pension av Vitterhetsakademien.
Dybeck insamlade också en mängd icke-materiella minnesverk, som folksagor, folkvisor, folkdanser och folktro. Hans betydelse inom dessa områden ligger dock i att han väckte ett större intresse för dessa, än att han noggrant redovisade vad han sett och hört. Folkmusiken är dock ett område där hans insatser varit bestående, där han bland annat sparade vallåtar från sin faders barndomsbygd Dalarna. Han nedtecknade dessa, men tog inte alltid hänsyn till lokala variationer. Många av dessa folkvisor spelade han upp vid de populära musikaftnarna som hölls i salonger i bland annat Stockholm. 
Uruppförandet av "Du gamla, du fria" skedde vid en av dessa musikaftnar i Stockholm. Den sjöngs offentligt första gången vid en konsert i Stockholm den 13 november 1844. Melodin hade Dybeck tagit från en folkvisa som han hade hört i Västmanland, till vilken han diktade en text. Texten trycktes första gången i Dybecks tidskrift Runa 1865. Texten till den svenska nationalsången "Du gamla, du fria" skrev Dybeck till en gammal folklig ballad från Västmanland, som han hade upptecknat. Den hette Så rider jag mig öfver tolfmilan skog, och handlar om en riddare som kommer hem efter något uppdrag och finner att hans fästmö har gått bort under tiden. Men i den tolfte versen får han finna sig en ny. Så det är en glad ballad, men med väldigt sorgligt innehåll. Ett annat verk som Dybeck förknippas med är "Mandom, mod och morske män" som han skrev till en marsch från faderns barndoms Orsa.
Hans popularitet till trots gick befordringarna vid Riksantikvarieämbetet honom förbi, vilken kan ha berott på att samtidens ämbetsmän, med Hans och Bror Emil Hildebrand i spetsen, ansåg att han var alltför litet praktiskt lagd. På grund av de uteblivna befordringarna började Dybeck på äldre dagar ägna sig åt kritik av fornforskning och av Riksantikvarieämbetet i stället för att själv forska och insamla material. 1860 gifte han sig med Maria Leontine Charlotte Forsbom som avled efter fem års äktenskap, och Dybeck själv avled 1877 i Södertälje. Han ligger begravd på Norra begravningsplatsen i Stockholm.
Vid Dybecksgården i Odensvi finns Richard Dybecks byst i brons av Signe Ehrenborg-Lorichs, vilken avtäcktes av prins Wilhelm 1937.  (1957 eller 1961? - se referens)

## Verkförteckning (urval)
- "Du gamla, du fria" (1844)
- "Mandom, mod och morske män" (1858)

### Redaktörskap
- Svenska run-urkunder. Stockholm. 1855–1857. Libris 1236598
- Svenska vallvisor och hornlåtar, med norska artförändringar. Stockholm: Bok och bild. 1974[1846]. Libris 7590951. ISBN 91-7020-030-0. https://litteraturbanken.se/f%C3%B6rfattare/DybeckR/titlar/VallvisorOchHornl%C3%A5tar/sida/-1/faksimil
- Sverikes runurkunder. Stockholm. 1860–1876. Libris 498783